# Theora
Theora est un format de compression vidéo ouvert et sans redevance promu par la fondation Xiph.org. C'est un des composants de leur projet de format d'encapsulation Ogg, qui a pour but de créer un ensemble de standards ouverts concernant le traitement de signaux multimédia (son, vidéo). Theora fournit la vidéo.
Theora utilise une licence de type BSD et se fonde sur le codec libre VP3 de On2 Technologies.
Theora est un codec qui entre en compétition avec des codecs basés sur MPEG-4 Part 2 (exemple : le Xvid et le DivX), Windows Media Video ou RealVideo.
Contrairement au codec Xvid, le codec Theora n'est soumis à aucun brevet appartenant au MPEG-4. Le Theora est tout de même soumis à des brevets appartenant à On2 Technologies mais On2 a donné le droit irrévocable d'utiliser les brevets en question sans aucune restriction.
Ceci donne le droit à tous d'utiliser Theora à des fins non commerciales tout comme à des fins commerciales sans devoir payer de redevance au consortium MPEG, ce qui n'est le cas ni de Xvid, ni de DivX, ni de tout autre codec vidéo de cette qualité.

## Étymologie
Le nom Theora est basé, comme tous ceux de Xiph.org, sur celui d'un personnage de fiction. Il s'agit ici de Theora Jones, personnage de la série télévisée Max Headroom.

## Historique
- Septembre 2001 : le code source du codec VP3 est publié.
- Mars 2002 : première annonce par Xiph.org de l'intention de créer un nouveau codec basé sur VP3.
- Septembre 2002 : version Alpha un de Theora.
- Décembre 2002 : version Alpha deux.
- Juin 2003 : première implémentation de référence.
- Janvier 2004 : intégration à Helix Player.
- Mars 2004 : version Alpha trois.
- Juin 2004 : le format Theora est déclaré définitif. Il ne changera plus et tous les flux encodés avec les versions ultérieures des encodeurs seront rétro-compatibles.
- Décembre 2004 : version Alpha quatre.
- Août 2005 : version Alpha cinq.
- Mai 2006 : version Alpha six.
- Juin 2006 : version Alpha sept (le code MMX est activé par défaut).
- Septembre 2007 : version Bêta un.
- Octobre 2007 : version Bêta deux.
- Avril 2008 : version Bêta trois.
- Novembre 2008 : la version 1.0 est publiée[2].
- Septembre 2009 : la version 1.1 (nom de code : Thusnelda) est publiée[3]. Cette mise à jour permet un saut qualitatif des vidéos encodées avec Theora. La société Red Hat et les fondations à but non lucratif Wikimédia et Mozilla Foundation ont contribué à cette importante mise à jour[4].

## Logiciels utilisant Theora
Theora n'est pas encore très répandu, à la différence de Vorbis.
PeerTV propose des chaînes en Ogg Theora, via le réseau PeerCast.
Dailymotion diffuse des vidéos en Ogg Theora sur son service Dailymotion OLPC Group ainsi que sur openvideo.dailymotion.com.
Firefox, dès sa version 3.5, utilise le codec Ogg Theora pour lire les vidéos « Open Video » directement incluses dans les pages Web.

### Lecteurslibres
- Helix Player
- Kaffeine
- Totem
- VLC
- Songbird
- Xine et MPlayer
- Tous les lecteurs basés sur FFmpeg
- Firefox 3.5 et supérieurs permet de visionner les vidéos encodées en Theora et supporte également l'élément <video> issu d'HTML5 permettant une parfaite intégration des vidéos dans les pages Web.

### Plugins pour lecteurs non-libres
- RealPlayer a développé un plugin libre en partenariat avec Xiph[5].
- Pour Windows Media Player, ainsi que tout lecteur utilisant DirectShow à l'aide de filtres : (en)
- Pour QuickTime sur Windows/Mac OS X, ainsi que tout lecteur utilisant Quicktime : (en)

### Logiciels d'encodage
- ffmpeg2theora[6], pour GNU/Linux et Windows, transcode la plupart des fichiers vidéo en Theora. Interface : Wtheora
- OggConvert[7] est une interface simple pour convertir ses fichiers vidéo en Theora et Vorbis dans un conteneur Ogg.
- encoder_example, fourni avec les sources de Theora, permet d'encoder en Theora à partir d'un fichier vidéo YUV et d'un fichier audio WAVE et fonctionne sur toutes les plateformes supportées par Theora.
- Katiuska[8] est une interface graphique (sous KDE et utilisant Kommander) de ffmpeg2theora et encoder_example pour GNU/Linux. Elle permet aussi de ripper des DVD au format Theora à l'aide de MPlayer.
- Thoggen[9] est une interface (sous GNOME) de GStreamer permettant de ripper des DVD.
- ffmpegX[10] est une interface graphique pour ffmpeg2theora, ffmpeg et MEncoder qui fonctionne sous Mac OS X (Panther ou ultérieur conseillé).
- VLC est capable d'encoder en Theora via le menu : « Fichier » ➜ « Convertir / Enregistrer ».
- Handbrake : logiciel d'encodage vidéo open source et multiplateformes qui propose désormais l'encodage en Theora au travers d'une interface graphique ou en ligne de commande.
- GStreamer[11], via son outil en ligne de commande « gst-launch », permet d'encoder en Theora depuis n'importe quel format vidéo lisible par ce cadre applicatif.
- La plupart des logiciels de montage vidéo libres comme Kdenlive ou Cinelerra proposent un support complet de ce format.
- Miro Video Converter, logiciel multiplateforme disponible sur le Mac App Store, permet d'encoder un large type de vidéo et Theora

### Logiciels libres destreaming
- PeerCast
- Icecast
- VLC media player

### Intégration au format HTML 5 et discussions sur la qualité de compression du codec
La possibilité de l'intégration du codec Theora dans les spécifications de la balise video du HTML5 a généré un débat houleux entre les défenseurs d'un codec non breveté et non soumis à des licences d'exploitation et les partisans du codec H.264.
Les détracteurs de Theora lui opposent une qualité vidéo moindre pour les faibles débits utilisés par les services comme Dailymotion, bien que cette affirmation soit encore contestée.